# Administración Nacional de la Vivienda
La Administración Nacional de la Vivienda de Argentina fue un organismo de la Administración Pública Nacional con competencia en vivienda. Dependía del Poder Ejecutivo por intermedio de la Secretaría de Trabajo y Previsión.

## Historia
Esta administración nacional fue creada en 1945 por decreto-ley n.º 11 157/45 del 29 de mayo de ese año del presidente de facto de la Nación Edelmiro J. Farrell, bajo la dictadura iniciada en 1943. Su objeto era:

…el mejoramiento de las condiciones higiénicas, técnicas y económicas y sociales de la vivienda urbana y campesina en todo el territorio de la Nación, y la reducción progresiva de la vivienda inadecuada, insalubre o peligrosa.
Art. 2.º del decreto-ley n.º 11 157/45

El decreto-ley establecía que la administración nacional estaría bajo la dependencia de la Secretaría de Trabajo y Previsión y que estaría presidida por el titular de esta. Al crearse, absorbió al Consejo Nacional de la Vivienda y la Comisión Nacional de Casas Baratas.
Fue disuelta en 1957 por la dictadura autodenominada «Revolución Libertadora»; y sus atribuciones fueron asignadas al Banco Hipotecario Nacional (decreto-ley n.º 13 128/57 del 22 de octubre de 1957 del presidente de facto Pedro Eugenio Aramburu).